# Helmut Schühler
Helmut Schühler (* 31. Oktober 1942 in Tetschen-Bodenbach) ist ein ehemaliger deutscher Fußballspieler und Fußballfunktionär. Für den FC Hansa Rostock spielte er in der DDR-Oberliga, der höchsten Spielklasse des DDR-Fußball-Verbandes.

## Sportlicher Werdegang
Helmut Schühler begann 1954 bei der BSG Empor Stralsund organisiert Fußball zu spielen. Bei einer weiteren Station bei der BSG Motor Stralsund spielte er zuletzt in der zweitklassigen DDR-Liga. Nach dem Abstieg 1967 delegierte die BSG Motor Schühler zusammen mit Günter Bräsel zum Oberligisten FC Hansa Rostock. Dort wurde er sofort in der Oberligasaison 1967/68 anstelle des verletzten Stürmers Wolfgang Wruck in der ersten Mannschaft eingesetzt. Nachdem er sieben Oberligaspiele bestritten hatte und Wruck wieder einsatzfähig war, wurde Schühler in die zweite Mannschaft versetzt, mit der er bis zum Saisonende zwölf Punktspiele in der DDR-Liga absolvierte. Für die Spielzeit 1968/69 wurde der gelernte Schiffsrohrschlosser offiziell für Hansa II gemeldet, bestritt dort 28 der 30 ausgetragenen Punktspiele und wurde nur einmal in einem Oberligaspiel eingewechselt. Auch 1969/70 gehörte Schühler zunächst zum Aufgebot der zweiten Mannschaft. Erst als im Winter 1970 mit Jürgen Decker und Wolfgang Barthels zwei Oberliga-Stammspieler ausfielen, rückte Schühler wieder in die erste Mannschaft auf und kam bis zum Ende der Spielzeit als Mittelfeldspieler auf elf Oberligaeinsätze.
Zur Saison 1970/71 mussten mit den zurückgetretenen Heino Kleiminger und Barthels zwei Mittelfeldspieler ersetzt werden, und so wurde Schühler wieder in das Oberliga-Aufgebot übernommen. In seiner vierten Spielzeit bei Hansa gelang es ihm endlich, sich einen Stammplatz in der ersten Mannschaft zu sichern, er bestritt 25 von 26 Oberligaspielen, in der Regel im linken Mittelfeld. Bis 1975 konnte er sich in der Hansa-Stammelf behaupten, half zeitweise auch als Abwehrspieler aus. In der Saison 1975/76 musste er nach dem Abstieg in der Vorsaison in der DDR-Liga spielen. Nachdem er in der Hinrunde noch regelmäßig eingesetzt worden war, verlor er im Frühjahr 1976 seinen Stammplatz an den jungen Michael Mischinger. Nach dem Abschluss der Saison 1975/76 beendete Schühler seine Laufbahn als Fußballspieler im Leistungsbereich.
Innerhalb von zehn Jahren hatte er für die erste Mannschaft 152 Meisterschafts-, 22 nationale und zwei Spiele im Europapokal bestritten. In diesen 176 Spielen kam er auf insgesamt 17 Tore. In der Oberliga war er 135-mal eingesetzt worden und erzielte dort 13 Tore. Die beste Platzierung erreichte er 1968 mit der Vizemeisterschaft. Seine beiden Europapokalspiele absolvierte er in der zweiten Runde des Messestädte-Pokals 1969/70 gegen Inter Mailand (2:1, 0:3). Von 1977 bis 1990 war Schühler, von Beruf Ingenieurökonom, Vorstandsmitglied des FC Hansa Rostock und zwischenzeitlich Jugendtrainer.